# Thores Shibamoto
Thores Shibamoto (柴本THORES?) es una ilustradora japonesa cuyos trabajos han sido publicados en la revista The Sneaker. Fue seleccionada para llevar a cabo las ilustraciones de la serie de novelas ligeras Trinity Blood, serializadas en la misma revista.
- Esta obra contiene una traducción  derivada de «THORES柴本» de Wikipedia en japonés, publicada por sus editores bajo la Licencia de documentación libre de GNU y la Licencia Creative Commons Atribución-CompartirIgual 4.0 Internacional.

## Lista de trabajos

### Ilustraciones
- Trinity Blood (autor: Shunao Yoshida, Sneakers Library)
- The Opera series (autor: Chihiro Kurihara)
- New Bionic Soldier: New world of Satan line 1~3(autor: Kikuchi Hideyuki)
- Bone King 1: Undertakers (autor: Kei Nomura, Sneakers Library)
- Devil May Cry 4: Deadly Fortune (autor: Yasui Kentaro, Sneakers Library)[1]

### Series
- Trinity Blood, series R.A.M. y R.O.M. (ilustraciones)[2][3]
- Scissors Crown - World Tailor (ilustraciones originales en The Sneakers, Kadokawa Publishing)
- The Book of the Down (autor: Shinoda Mayumi y Tokuma Shoten)

### Otros trabajos
- Trinity Blood (manga) (Diseño de Personajes. Historia original: Sunao Yoshida. Cómic: Kiyo Kyujo)
- Fabrica Theologiae (Trinity Blood artbook)
- Vatican Miracle Examiner (Diseño de Portada. Autor:藤木凛, en Kadokawa Publishing)